# سرویان
سَرویان (Cupressaceae) تیره‌ای از درختان سوزنی‌برگ با پراکندگی جهانی است. این تیره شامل ۲۷–۳۰ سرده از جمله ارس‌ها و سرخ‌چوب‌ها است، و در مجموع حدود ۱۳۰–۱۴۰ گونه دارد. برخی از این درختان می‌توانند تا بلندای ۱۱۶ متر (۳۸۱ فوت) رشد کنند. پوست سرویان بالغ معمولاً نارنجی یا قرمز-قهوه‌ای است.
سرویان از دستهٔ مخروطیان (Pinophyta) رده ناژویان (Pinopsida)، راسته کاج‌سانان (Pinales) هستند.

## معرفی و مشخصات
خانواده سرو، شامل درختان و درختچه‌هایی یک‌پایه یا دوپایه و رزین‌‌دار هستند. برگ‌ها متقابل و فراهم و فلسی‌شکل، فشرده یا نیزه‌ای شکل بوده و غالباً نوک‌تیزند. اندام‌های زایشی گونه‌های تک‌پایه و دوپایه، متشکل از مخروط‌های کوچک انتهایی، محوری یا مجتمع است.
مخروط نر، کوچک و معمولاً در سطح زیرین پولک‌های آن ۲ الی ۴ کیسهٔ گرده قرار دارد. مخروط‌های ماده روی شاخه‌های کوتاه (شاخک) قرار داشته و شامل ۱ یا تعداد بیشتری تخمک در یک یا چند ردیف واقع در قسمت فوقانی پولک هستند. مخروط ماده رسیده، کوچک، خشک و چوبی یا کروی‌شکل و کم و بیش گوشتی است. پولک‌های مخروط ماده ممکن است پس از رسیدن دانه‌ها از هم باز شده یا متصل به هم باقی بمانند. دانه‌ها جدا یا به‌ندرت چند دانه با هم در یک آندوکارپ قرار دارند. لپه‌ها معمولاً ۲ و گاهی به تعداد ۳ تا ۶ عدد می‌رسند.
جنس‌های مهم آن عبارتند از ژونیپروس (۶۰ گونه)، کوپرسوس (۱۵ تا ۲۰ گونه)، کالیتریس (۱۶ گونه)، کامسی‌پاریس (۷ گونه) و شوگا (۵ گونه).

## درختان
- سرو شیراز (Cupressus sempervirens)
- سرو کوهی (Juniperus communis)